# Грашит (окръг, Мичиган)
Окръг Грашит (на английски: Gratiot County) е окръг в щата Мичиган, Съединени американски щати. Площта му е 1481 km², а населението - 42 285 души (2000). Административен център е град Итака.